# Secundino de la Rosa Márquez
Secundino de la Rosa Márquez Ailagas de Carvajal, més conegut com Secun de la Rosa, (Barcelona, 23 de desembre del 1969) és un actor català.

## Filmografia

### Cinema
- Me da igual (2000)
- Aunque tú no lo sepas (2000)
- Postales de la India (2000, curtmetratge)
- Desaliñada (2001,curtmetratge)
- Mezclar es malísimo (2001, curtmetratge)
- El otro lado de la cama (2002)
- Peor imposible, ¿qué puede fallar? (2002)
- Looking for Chencho (2002, curtmetratge)
- Los abajo firmantes (2003)
- Días de fútbol (2003)
- Cuando puedas (2004, curtmetratge)
- ¡Hay motivo! (2004)
- El chocolate del loro (2004)
- Tus labios (2004, curtmetratge)
- Incautos (2004)
- El asombroso mundo de Borjamari y Pocholo (2004)
- Los 2 lados de la cama (2005)
- Teki (2006)
- El síndrome de Svensson (2006)
- Días de cine (2007)
- Casual Day (2007)
- Las 13 rosas (2007)
- Mortadelo y Filemón. Misión: Salvar la Tierra (2008)
- Perder el tiempo (2009, curtmetratge)
- Tú eliges (2009)
- 9 (2009, curtmetratge)
- Enarmonía (2009, curtmetratge)
- Luciérnaga (2010, curtmetratge)
- No controles (2010)
- Ansiedad (2010)
- Cinco metros cuadrados (2011)
- Lobos de Arga (2011)
- Koala (2012)
- Del lado del verano (2012)
- La mula (2013)
- Las brujas de Zugarramurdi (2013)
- #Sequence (2013, curtmetratge)
- Pancho, el perro millonario (2014)
- Negociador (2014)
- Hablar (2014)
- El tiempo de los monstruos (2015)
- El bar (2017)

### Televisió
- Compañeros (1998)
- Tío Willy (1998)
- El grupo (2000-2001)
- Policías, en el corazón de la calle (2000-2001)
- 7 vidas (2003)
- Cuéntame cómo pasó (2003)
- Paco y Veva (2004)
- Un paso adelante (2005)
- Aída (2005-2014)
- Mis adorables vecinos (2006)
- Estudio 1 (2006)
- Després de la pluja (2007)
- Maitena: Estados alterados(2008)
- Impares(2008)
- Palomitas (2011)
- Love-ly (2013)
- Amar en tiempos revueltos (2014)
- Prim, l'assassinat del carrer del Turco (2014)

### Teatre
- Guillermito y los niños a comer
- Las fichas
- ¡Que viene Richi!
- El rincón de la borracha
- Los openheart
- Pensar amb els ulls
- Radio para
- Obedecedor
- El homosexual de Copi
- Lorca
- Susrealismos
- Te odio
- A las tantas
- Anoche por poco sueño contigo
- Bola de sebo
- Oración
- Esperando al zurdo
- La asamblea de las mujeres
- Hamlet

## Premis i nominacions
| Any  | Premi                                                 | Categoria                           | Títol                   | Resultat  |
| ---- | ----------------------------------------------------- | ----------------------------------- | ----------------------- | --------- |
| 2001 | Premi Unión de actores (Espanya)                      | Millor actor secundari de televisió | El grupo                | Nominat   |
| 2003 | Premi Unión de actores (Espanya)                      | Millor actor secundari de cinema    | El otro lado de la cama | Nominat   |
| 2004 | Premi Unión de actores (Espanya)                      | Millor actor secundari de cinema    | Días de fútbol          | Guanyador |
| 2004 | Premi Unión de actores (Espanya)                      | Millor actor secundari de televisió | Aída                    | Guanyador |
| 2008 | Premi en el Festival de Cinema de Comèdia de Tarazona | Actor revelació de comèdia          |                         | Guanyador |